# Stadio Carlo Speroni
Das Stadio Carlo Speroni ist ein Fußballstadion in der italienischen Stadt Busto Arsizio in der Provinz Varese der Region Lombardei. Es ist die Heimat des Fußballvereins Aurora Pro Patria und benannt nach dem aus Busto Arsizio stammenden italienischen Langstreckenläufer und dreimaligen Olympiateilnehmer Carlo Speroni (1895–1969).
Obwohl es über eine Leichtathletikanlage verfügt, wird es aktuell nur für Fußballspiele genutzt.
Das Stadion wurde im Jahr 1927 für den ersten Aufstieg von Pro Patria in Italiens höchste Spielklasse, die Prima Divisione, den Vorläufer der Serie A gebaut und eröffnet. Seither wurde es mehrmals renoviert und erweitert, zuletzt im Juli 2007.